# Международное радио Тайваня
Международное радио Тайваня (англ. Radio Taiwan International / RTI; кит. 中央廣播電台) — название и позывной международной радиослужбы Центральной радиовещательной системы (англ. Central Broadcasting System / CBS) Китайской Республики, широко известной как Тайвань. Это государственная станция, которая вещает на 14 языках (ранее на 18) по всему миру, при этом основное внимание уделяется вещанию на севернокитайском и тайваньском языках на коротких волнах на материковый Китай.
С 10 октября 1949 до 31 декабря 1997 года выходило в эфир как «Голос свободного Китая».

## История
Центральная радиостанция была основана в 1928 году как голос правительства Гоминьдана, расквартированного в Нанкине на материковом Китае. Во время Второй китайско-японской войны Гоминьдан был вынужден из-за наступлений Японии переместить радиостанцию вместе со столицей сначала в Ханькоу в центральной провинции Хубэй, а затем в Чунцин на юге центральной части Китая. В январе 1936 года ЦР вступила в Международный радиовещательный союз, в декабре 1946 года реорганизована в Радиовещательную корпорацию Китая.
После завершения Второй мировой войны, когда японские войска капитулировали и отступили, Гоминьдан и Коммунистическая партия Китая возобновили гражданскую войну. Побежденный Гоминьдан отступил на Тайвань в 1949 году, и Центральная радиостанция переехала вместе с ними. В 1996 году, после реорганизации, появилась Центральная радиовещательная система.

## Детали трансляции
Radio Taiwan International вещает в следующие страны и регионы:
- Австралия и Новая Зеландия
- Китай
- Европа
- Индонезия
- Япония
- Корея
- Филиппины
- Южная Африка
- Южная Азия
- Юго-Восточная Азия

Вещание ведется на китайском, тайваньском, английском, хоккиене, кантонском, хакке, японском, индонезийском, тайском, вьетнамском, испанском, немецком, французском и русском языках (ранее также на арабском, бирманском, монгольском и тибетском языках). В ноябре 2022 года начал работу канал интернет-вещания на украинском языке под названием «Міжнародне Радіо Тайваню Україна».  
Вещание на русском языке началось 28 марта 1994 (с перерывом в 1996—1997 по причине прекращения финансирования). Первыми ведущими русской службы вещания были Анна Матвеева и Константин Попов. С 1996 по 2004 русское вещание возглавлял Валентин Головачев (под псевдонимом Валентин Лю).